# やすいゆたか
やすいゆたか（本名：保井 温、1945年〈昭和20年〉9月26日 - ）は、日本の哲学者、著述家、YouTuber。

## 略歴・人物
出身は大阪府大阪市大正区三軒家だが、現在の徳島県美馬郡つるぎ町半田の疎開地で生まれた。蚕室を借りてお産したという。
1964年（昭和39年）大阪府立泉尾高等学校卒業。1968年立命館大学文学部日本史学専攻を卒業。経済哲学の権威であった梯明秀の影響を受け、大学院では哲学専攻に転ずる。1971年立命館大学大学院文学研究科哲学専攻修士課程修了。
大学院を修了後、塾講師の傍ら研究を続け、学友であった梅川邦夫、服部健二や藤田友治らとともにカール・マルクス文献の原書購読と研究交流を行う経済哲学研究会（後の現代思想研究会）を結成する。1980年に経済哲学研究会より自費出版した広松渉の物象化論を批判した処女作『広松渉「資本論の哲学」批判』を上梓し、その著書を鷲田小彌太の紹介により大阪唯物論研究会で発表したことをきっかけに、三重短期大学の非常勤講師に推薦される。
その後、予備校講師や立命館大学講師、大阪経済大学講師、大阪府立岸和田高等学校講師などを歴任し、2019年（令和元年）2020年度まで立命館大学非常勤講師を務めていた。2016年（平成28年）から毎日文化センターで日本古代史と思想関係の講師、2018年からあすと市民大学学長に就任している。
趣味は、mixiであり、哲学・倫理学に関するコミュニティを主催している。また、YouTubeで哲学に関する講義を配信しており、チャンネル登録者は900人を超え、哲学系YouTuberとしての地位を確立している。
新型コロナウイルスの影響を鑑み、zoomを使った授業をYouTubeで配信。老齢ながらデジタル機器を駆使しているものの、zoomのレコーディングの停止方法がわからず、四苦八苦している模様。その様子はYouTubeで窺い知ることができる。

## 研究
1985年に『人間観の転換―マルクス物神性論批判』で経済哲学の面で、人間を身体やそこに宿る人格だけに限定せず、組織体や社会的諸事物や環境的自然まで包括し、人間を存在のあり方を示す言葉として捉える新しい人間観に到達し、2006年にはそれを『ネオヒューマニズム宣言』で普遍的な人間観、世界観として広めようとした。しかしサルカール派の人間愛を動植物や無機物にまで及ぼすネオヒューマニズムという用語がアメリカでは定着しているので、2018年から「包括的ヒューマニズム」という言葉に置き換えた。
1999年刊『キリスト教とカニバリズム』三一書房、2000年刊『イエスは食べられて復活した』社会評論社によると、キリスト教の福音書を精神分析することによって、「イエスの復活」を最後の晩餐での指示に従って、贖罪の十字架の後に弟子たちがイエスの肉と血を聖餐したことによって、全能幻想が肥大化して、イエス復活の共同幻想を見たことに由来することを突き止め、「聖餐による復活」仮説を唱えている。
21世紀に入り、梅原猛研究をきっかけにして日本古代史研究にのめり込み、上古の歴史は現存する同時代の文字史料がほとんどないので、「歴史知」という「歴史を見るメガネ」を使って解明すべきだとした。つまり記紀などの矛盾点を精査し、他の文献や考古学的史料と突き合わせながら、できるだけ皆が納得できる歴史像を作り上げるという方法である。それは科学知とまでは言えないけれど、皇国史観などの歪んだ歴史理解を訂正し、建国史の概観を得ることができる。
2015年刊『千四百年の封印　聖徳太子の謎に迫る』社会評論社および2019年『天照の建てた国☆日本建国12の謎を解くー万世一系の真相』によると、その方法で、七世紀初めに、主神を天之御中主神から天照大神に、大王家の祖先神を月讀命から天照大神に差し替え、はじめからそうだったように説話を改変したことを突き止めたのである。その際に神を差し替えるという涜神の罪を厩戸王は摂政として一身に引き受け、しかもその改革したことを封印したとした。
この封印を解くことで、三貴神による三倭国建国という建国史の端緒が解明される。つまり天照大神が河内・大和倭国(原「日本国」)を、月讀命が筑紫倭国を、須佐之男命が出雲倭国を建国し、その興亡が上古史を彩ることになる。原「日本国」は饒速日一世の時に大国主命の出雲帝国に滅ぼされるも、宇摩志麻遅命(饒速日二世)によって再建されたが、その一世紀後に筑紫倭国の一豪族磐余彦大王によって滅ぼされ、大和政権が成立した。この政権は主神天之御中主神、祖先神月讀命だったので日本国ではない。七世紀初頭聖徳太子の摂政期に太陽神の国になったことで日本国が再建されたのである。
これまで三貴神を人間である現人神として捉えることがなかったので、建国史の端緒は語れなかったのだという。これは神話史観ではないかという懸念もあるが、大八洲の初期国家は神政政治として成立せざるを得なかったとしたら、一つの仮説として成立する可能性を指摘している。
平成30年間の日本経済停滞の原因を追究すると、脱労働社会化の深化によるものと分かった、AIやロボットなどの発達で生産性はますます向上するにもかかわらず、所得が伸び悩んでいるので、デフレ不況に陥っている。これを解決するには社会的に有意義な活動に財政から報酬を与える活動所得をシステムとして整える分配革命が必要である。やすいゆたかは2019年『学習・文化スポーツ・ボランティアに報酬をー脱労働社会化と分配革命』三L出版　アマゾンKindle版でそのことを提言している。
2022年7月毎日文化センターでの月1回の連続講座『ポストコロナ後の思想構築』のテキストを全面的に書き直して書籍化し、『岐路に立つ哲学:近代の迷妄を超えて』を三L出版よりアマゾンKindle版で出版した。それは近代を勤労社会として特色づけた。近代は、生身の人間だけが働いて(雇用労働、営業、利殖活動を含む)富や価値を生み出しているという固定観念で捉えられてきた。しかし自動機械に生身の労働力を置き替えることで生産性が発達し、しかもそれが全産業に及んできたので、この固定観念は迷妄でしかないことがはっきりした。機械や環境も含む包括的な人間観に立って、富や価値の生産を見直すべきである。そして雇用から解放された生身の人間は有意義な社会的活動で富や価値の生産に貢献しているので、それらに対する報酬制度を整えないと、経済は循環・発展せずに衰退してしまう。新たな人間観や社会観、歴史観の再構築に向けて、近代150年の思想から(マルクス、パース、ニーチェ、西田幾多郎、フロイト、ヤスパース、ハイデッガー、廣松渉、フランシス・フクヤマ、ハンチントン、ライシュ、マルクス・ガブリエル)学び直そうというものである。
2023年1月15日『脱成長か脱停滞かー岐路に立つ資本主義』を三L出版よりアマゾンKindle版で出版した。やはり毎文講座『ポストコロナ後の資本主義』のテキストを全面的に書き直して書籍化したものである。このまま経済成長を続けると地球環境が持たない、だから成長指向をやめ、定常型経済にすべきであるという脱成長の議論が1970年代から盛んになった。逆に1980年代以降経済のグローバル化により格差拡大により、中間層が没落して、需要が伸びず世界的に低成長になっている。特に日本は1990年代のバブル崩壊後30年を超える経済停滞に襲われ、途上国化が危ぶまれている。それでいかに停滞から脱して成長軌道に乗せるかが盛んに議論されている。
しかし経済成長を回復しても、地球環境がカタストロフィになってはなんにもならないから、脱成長を包摂した脱停滞論でなければならない。そしてたとえ、脱成長を実現しても、環境悪化は既に進んでいて、改善するには相当の科学技術の水準と工業力が必要である。そのためには環境悪化を縮減するためにも成長は必要かもしれない。そこで現代資本主義論の話題の書物を解読しながら、現代資本主義のアポリアを解明する緒を模索した現代資本主義論の入門書である。
やすいは、2024年8月4日前著『脱成長か脱停滞かー岐路に立つ資本主義』の続編『袋小路の資本主義―現代資本主義論とのバトル』をやはりKindle版で出版した。やすいによれば、21世紀は本格的に自動化が進んで、脱労働社会化か本格化するので、そこで成り立つ経済の論理は、「資本―賃労働」を根本原理にする資本主義の原理のガラガラポンせざるを得ないという。国家も徴税型国家から給付型国家に転換せざるを得ず、機械と生身の人間を包括する「包括的ヒューマニズム」の人間観への転換が求められる。そして労働だけでなく活動にも価値を認めて報酬する価値観の転換も必要である。そういう視点から現代資本主義論とのバトルを試みている。
やすいゆたかは、2018年から岸和田健老大学で『源氏物語の大航海』に講演を始めている。元々本居宣長の「もののあはれ」論で読むつもりだったが、紫式部の批評眼に魅了され、「もののあはれ」は物語一般のテーマで特に『源氏物語』は、「物のまぎれ」の必然性を描くことで、天皇家・摂関家などの貴公子の血統の聖性、彼らの行為の雅などが虚妄にすぎないことを暴いていると読み解く。むしろその自覚に立って初めて雅な貴族文化が創造できるというのが紫式部の批評である。そういう捉え方を可能にしたのは仏教的無常観にもとづく三諦円融の美学が方法論として用いられているからではないかという。2024年8月16日に毎文講座をまとめて『キラリ光る「源氏物語」:紫式部の批評眼』第Ⅰ巻をKindle版で出版した。

## 著書

### 単著
- 『人間観の転換―マルクス物神性論批判―』（保井温）青弓社 1986
- 『歴史の危機―歴史終焉論を超えて』三一書房 1995
- 『キリスト教とカニバリズム―キリスト教成立の謎を精神分析する―』三一書房 1999
- 『イエスは食べられて復活した―バイブルの精神分析新約篇』社会評論社 2000
- 『評伝梅原猛―哀しみのパトス』ミネルヴァ書房 2005
- 『梅原猛聖徳太子の夢 スーパー歌舞伎・狂言の世界』ミネルヴァ書房 2009
- 『千四百年の封印　聖徳太子の謎に迫る』SQ選書　社会評論社 2015
- 『天照の建てた国☆日本建国12の謎を解くー万世一系の真相』社会評論社2019
- 『閻魔裁判　聖徳太子の大罪』三L出版　アマゾンKindle版　2019
- 『ビジネスマンのための西田哲学入門』三L出版　アマゾンKindle版　2019
- 『包括的ヒューマニズムとはなにかー21世紀は包括的ヒューマニズム』三L出版　アマゾンKindle版　2019
- 『中国思想の長征　第一巻　諸子百家の思想』三L出版　アマゾンKindle版　2019
- 『中国思想の長征　第二巻　中国仏教思想史の旅』三L出版　アマゾンKindle版　2019
- 『中国思想の長征　第三巻　宋・明・清の思想をたどる』三L出版　アマゾンKindle版　2019
- 『中国思想の長征　第四巻　近現代思想ー革命と人間』三L出版　アマゾンKindle版　2019
- 『古代史漫才☆漫才で迫る日本建国の謎』三L出版　アマゾンKindle版　2019
- 『電脳哲学ファンタジー　鉄腕アトムは人間か?』三L出版　アマゾンKindle版　2019
- 『往還哲学ファンタジー　ヤマトタケルの大冒険―戦士が白鳥になった』三L出版　アマゾンKindle版　2019
- 『学習・文化スポーツ・ボランティアに報酬をー脱労働社会化と分配革命』三L出版　アマゾンKindle版　2019
- 『日本古代史論争に学ぶ』上下巻三L出版　アマゾンKindle版　2020
- 『岐路に立つ哲学:近代の迷妄を超えて』三L出版　アマゾンKindle版　2022
- 『脱成長か脱停滞か―岐路に立つ資本主義』三L出版　アマゾンKindle版　2023
- 『袋小路の資本主義―現代資本主義論とのバトル』三L出版　アマゾンKindle版　2024 『キラリ光る「源氏物語」:紫式部の批評眼』三L出版　アマゾンKindle版　2024

### 共著
- 『人間論の可能性』北樹出版 1983
- 『フェティシズム論のブティック』（石塚正英）論創社 1998
- 『知識人の宗教観』三一書房 1998

### 寄稿
『月刊　状況と主体』（谷沢書房）連載論文（『月刊　状況と主体』は2000年1月号で休刊）
- 「新しい人間観の構想」1991年12月号から1993年9月号まで
- 「西田哲学入門講座」1998年10月号から2000年1月号まで

『社会思想史の窓』連載論文
- 「バイブルの精神分析」119号から123号まで

『季報唯物論研究』やすいゆたかの責任編集
- 第62号『フェティシズム論のブティック』1997年刊
- 第91号『21世紀「人間論」の出発点』2005年刊

ネット雑誌『プロメテウスー人間論および人間学論集』掲載論稿
- 2006年春　創刊号　対談 『ネオ・ヒューマニズム宣言』 をめぐって

### その他
- CD-ROM監修『ソフィーの世界～哲学ファンタジーゲーム』　トランスアート